# 小行星9196
小行星9196（9196 Sukagawa）是一颗围绕太阳公转的小行星。1992年11月27日，關勉在藝西天文台发现了此天体。
該小行星以日本福島縣須賀川市命名。
这颗小行星的绝对星等为145.8430537110672等。